# ウィリアム・パジェット (第6代パジェット男爵)

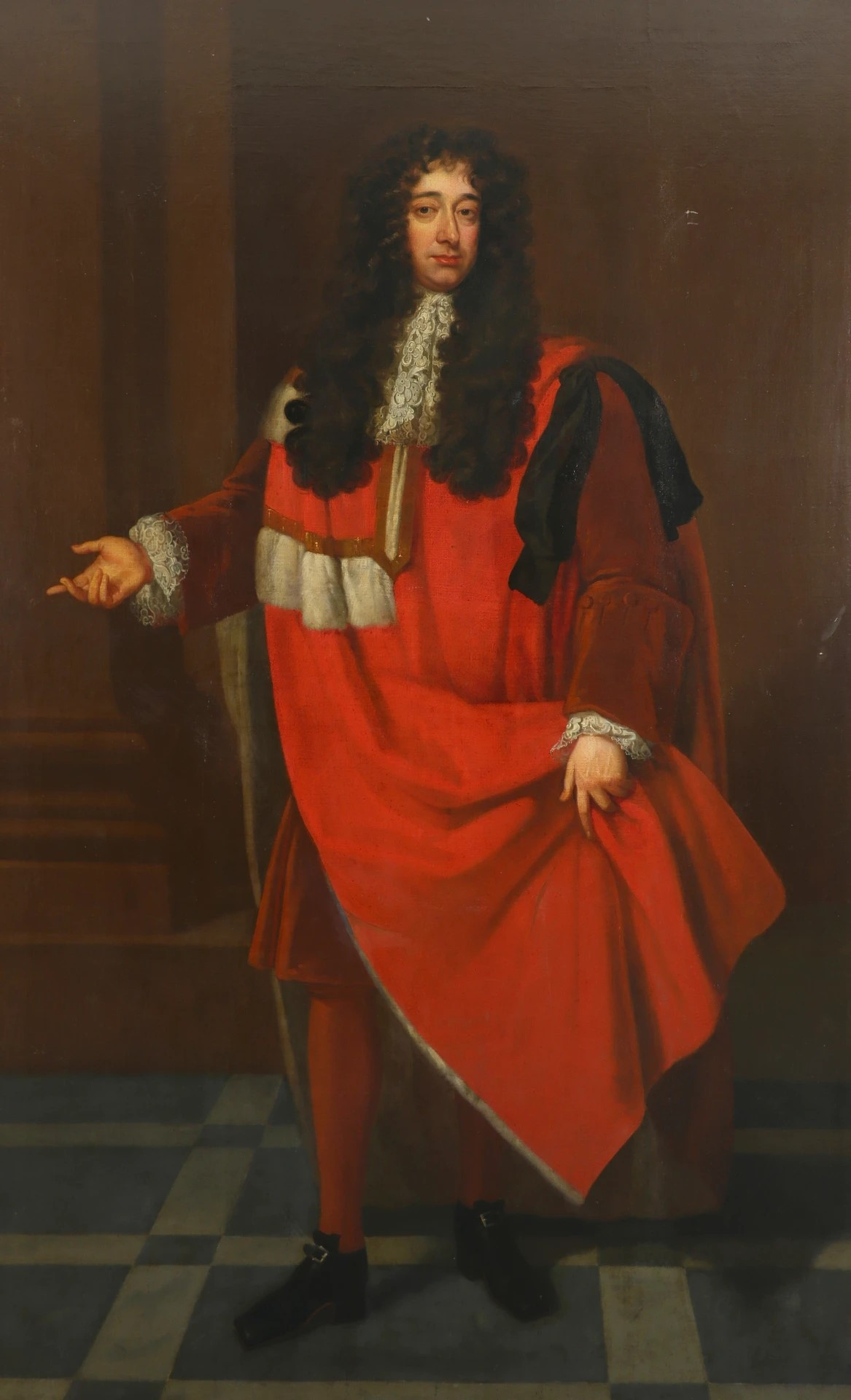
第7代パジェット男爵。17世紀末の肖像画。

第6代パジェット男爵ウィリアム・パジェット（William Paget, 6th Baron Paget、1637年2月10日 – 1713年2月26日）は、イングランド王国の貴族、外交官。1689年から1702年まで在神聖ローマ帝国イングランド大使、在オスマン帝国イングランド大使を相次いで務め、大トルコ戦争の講和仲介に成功してカルロヴィッツ条約締結に貢献した。

## 生涯

### 名誉革命まで
第5代パジェット男爵ウィリアム・パジェットと妻フランシス（Frances、1672年11月12日埋葬、初代ホランド伯爵ヘンリー・リッチの娘）の長男として、1637年2月10日にスタッフォードシャーのボーデザートで生まれた。青年期の経歴はほとんど知られておらず、わずかに1656年1月の海外渡航許可と1661年7月の結婚がわかっている程度である。
1678年10月19日に父が死去すると、パジェット男爵位を継承、11月25日に貴族院議員に就任した。父が1642年から1644年までの短期間を除き議会派を支持していて、父の姉アンの2度の結婚相手が清教徒だったことから、パジェット男爵も急進的なホイッグ党員となった。そのため、パジェット男爵は1681年のオックスフォード議会招集への反対請願に署名し、1681年のエドワード・フィッツハリス裁判（カトリック陰謀事件）と1688年の七主教裁判に出席した。また1683年11月のアルジャーノン・シドニー閣下の裁判と1684年2月のジョン・ハムデン裁判では弁護側の証人になった。
1688年の名誉革命にあたり、オラニエ公ウィレム3世がイングランドに上陸すると、国王ジェームズ2世に請願を出し、「自由な議会」の招集を求めた。1689年初にはジェームズ2世の逃亡により王位が空位になったという決議案に賛成票を投じ、ウィレム3世とその妻メアリーをウィリアム3世とメアリー2世として即位させることにも賛成した。そして、2人が即位すると、パジェット男爵は1689年3月21日付の特許状（letters patent）でスタッフォードシャー統監に任命され、同年5月15日に宣誓して就任した。

### 在オーストリア大使
1689年9月24日に在神聖ローマ帝国イングランド大使としての信任状を受け、11月8日にアウクスブルクの宮廷に到着した。一旦プファルツ選帝侯領を訪れた後、1690年3月11日よりウィーンに駐在し、1692年5月3日に発って短期間帰国した。11月に数日間だけウィーンに戻り、11月18日に正式に退任した。
ウィリアム3世がパジェット男爵をウィーンに派遣した目的はネーデルラント連邦共和国の外交官とともにハプスブルク帝国を大トルコ戦争から解放して、帝国の優秀な軍人を対仏の大同盟戦争に専念させることだったが、このときは講和仲介が失敗に終わった。

### 在オスマン帝国大使

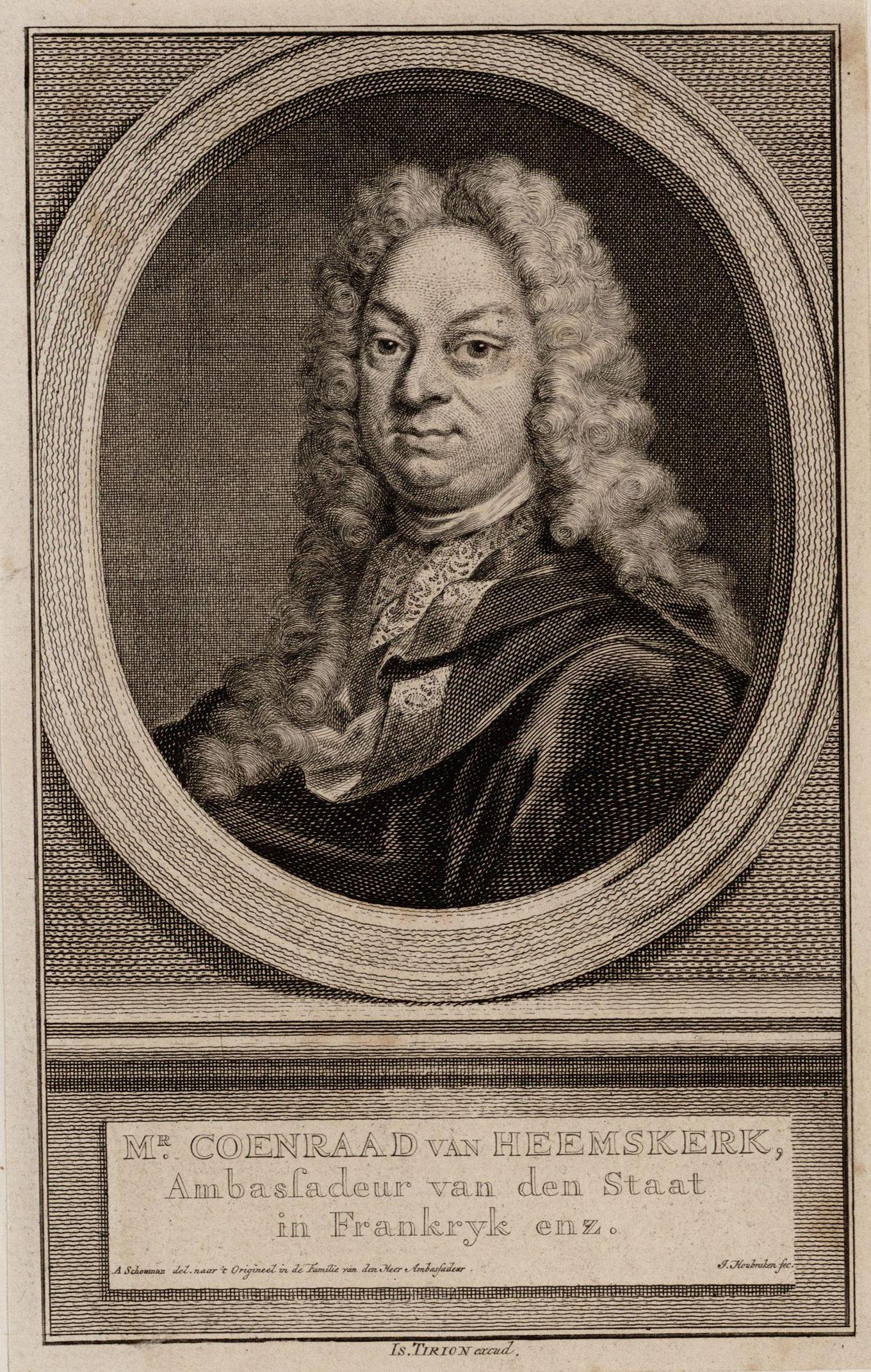
コンラート・ファン・ヘームスケルク、1693年。

1692年7月31日に在オスマン帝国イングランド大使としての信任状を受け、1693年2月9日にアドリアノープルに到着した。オランダ大使コンラート・ファン・ヘームスケルクも同時にウィリアム3世の命令によりウィーンからオスマン帝国に転任したが、ファン・ヘームスケルクとパジェット男爵が個人的に敵対したうえ、オスマン帝国で親仏派の大宰相が続いたため、講和仲介は遅々として進まなかった。
転機は1697年のレイスウェイク条約による大同盟戦争終結と、同年のゼンタの戦いにおけるオスマン軍と親仏派の大敗という形で訪れ、パジェット男爵は1698年3月25日にカルロヴィッツで大トルコ戦争の講和仲介をするよう本国からの指令を受けた。こうして、パジェット男爵は1698年11月2日にカルロヴィッツで始まった講和会議の議長を務め、1699年1月26日の神聖ローマ帝国、ポーランド・リトアニア共和国、オスマン帝国間のカルロヴィッツ条約締結に貢献して、直後のヴェネツィア共和国、ロシア・ツァーリ国とオスマン帝国の講和条約締結にも貢献した。パジェット男爵は本国に召還を求めたが、オスマン皇帝ムスタファ2世と大宰相キョプリュリュ・ヒュセイン・パシャは同年3月にウィリアム3世宛ての国書でパジェット男爵による仲介に感謝し、パジェット男爵を召還しないこと求めた。パジェット男爵は留任に同意し、3年後の1702年4月30日にアドリアノープルの宮廷から出発して大使を退任したときに多くの贈り物を与えられた。
1702年7月ウィーンに到着すると、神聖ローマ皇帝レオポルト1世とオスマン大宰相の間で紛争が起こっていたボスニア・エヤレト国境問題について調停した。これにより問題が解決する11月末までウィーンに滞在し、発つときにレオポルト1世と皇后エレオノーレ・マグダレーネから多くの贈り物を与えられた。12月にもバイエルン選帝侯領の宮廷でイングランド代表として選帝侯と皇帝の紛争を調停した。

### 晩年
1703年4月にロンドンに到着するとアン女王に謁見し、大宰相から与えらえた駿馬12頭を献上した。
晩年に大きな出来事はなかった。1713年2月26日にブルームズベリー・スクエアにある自宅で死去、3月20日にセント・ジャイルズ・イン・ザ・フィールズに埋葬された。長男ウィリアムに先立たれたため、次男ヘンリーが爵位を継承した。

## 家族
1661年7月20日、フランシス・ピアポント（Frances Pierrepont、1644年ごろ – 1681年11月7日埋葬、フランシス・ピアポント閣下の娘）と結婚、2男をもうけた。
- ウィリアム（1662年ごろ – 1684年8月9日） - 生涯未婚[6]
- ヘンリー（1663年ごろ – 1743年8月30日） - 第7代パジェット男爵、初代アクスブリッジ伯爵[6]

フランシスの死後、イザベラ・アービー（Isabella Irby、1685年12月18日埋葬、サー・アンソニー・アービーの娘）と再婚して、1男をもうけた。
- ウィリアム（1687年没[2]） - 早世[3]